# Farley Velásquez
Farley Velásquez Ochoa (Medellín, 6 de enero de 1966 - 31 de agosto de 2015) fue un dramaturgo, actor y director de teatro colombiano, reconocido por su dramaturgia original y  adaptaciones de obras clásicas de Eurípides y Shakespeare. Fue discípulo del fallecido director antioqueño José Manuel Freidel, uno de los pioneros de la dramaturgia local de Medellín.

## Biografía
Comenzó su carrera de dirección a temprana edad, cuando organizaba pequeños montajes en el barrio Florencia, en Castilla (Medellín), donde transcurrió su infancia y parte de su juventud. La violencia de aquel lugar inspiró algunas de sus obras posteriores, en las cuales es frecuente ver gánsteres, pandilleros y asesinos.
Debido a la falta de apoyo por parte de su familia y a la inestable situación sociopolítica de su barrio, se vio obligado a abandonar su hogar a la edad de dieciocho años. Posteriormente estudió "Artes Escénicas" en la Escuela Popular de Artes (EPA) de Medellín.
En 1989 logra reunir a un equipo de trabajo, que más adelante se conocería como Hora 25, uno de los teatros más representativos de la ciudad. En la década de los noventa, debido a su actividad teatral y su mordaz crítica a través de sus obras del contexto sociopolítico de la Colombia de su época fue amenazado de muerte mediante un panfleto que llegó a su domicilio en aquel entonces; luego de esto, con ayuda de Colcultura, logra exiliarse en España durante un tiempo, allí logró estudiar con el Dramaturgo español José Sanchís Sinisterra en Barcelona en la “Sala Beckett”. Al regresar retoma el Proyecto “Hora 25” donde el colectivo logra desarrollar alrededor de una veintena de montajes, ha participado en varios festivales en Colombia y en el exterior, y ha sido galardonado con varios premios, incluyendo el Premio Nacional de Dirección Teatral del Ministerio de Cultura (2007) por la obra Electra de Eurípides.
Tuvo un hijo, Lukas Velásquez.
Sus padres son: Elisa Ochoa y Luis Velázquez.
Sus hermanos: 
Diana Patricia Velásquez.
Arlan Velásquez.
Magali Velásquez.
Mónica Velásquez.
Elizabeth Velásquez.

## Obra
La obra de Farley Velásquez apuntaba a la visceralidad. Si bien algunas obras cobran un tinte humorístico, tales como Il rapsoda di les Toninos (de su autoría) y De dos amores (adaptación de Bodas de sangre, de García Lorca), la mayoría de los montajes a su cargo obedecen al género de la tragedia.
La abundante sangre artificial, la complejidad luminotécnica, los cuchillos, la crítica social y el tinte pesimista del final de cada obra son elementos frecuentes en sus propuestas teatrales. Encontró sus influencias en literatos como García Márquez, Franz Kafka, Andrés Caicedo, Charles Baudelaire, Arthur Rimbaud; pensadores como Nietzsche, Harold Bloom y Séneca; cineastas como Stanley Kubrick, Martin Scorsese, Charles Chaplin y Federico Fellini; dramaturgos como Shakespeare, Jean Genet, Víctor Jara, Bertolt Brecht, García Lorca, Eurípides y José Manuel Freidel, entre otros. 
Logró consolidar una estética propia, una manera particular de traer los clásicos a nuestro contexto temporal y social, una manera de hacernos entender esa atemporalidad de los clásicos, temas como la violencia, la ambición por el poder eran recurrentes en sus puestas, una manera de hacernos entender que hay pulsiones que atraviesan de forma transversal todas las épocas de la historia, temas que afligen y determinan esta condición humana. De allí la importancia de su obra, de cómo a través de referentes locales logra llevarnos de la mano desde sus puestas en escena para entender las grandes obras clásicas que han tenido una resonancia universal. También vemos reflejada en su obra un profundo conocimiento de autores locales como Gabriel García Márquez, obras como “La mujer de las rosas” (basada en el cuento “alguien desordena estas rosas”) o la versión para teatro que hizo de “crónica de una muerte anunciada” reflejan su versatilidad para crear sus propuestas teatrales sui generis y de gran vigencia y relevancia, una capacidad de sintetizar los referentes cinematográficos y pictóricos, esa interesante mezcla de elementos de la cultura pop con referentes locales y referentes de trascendencia universal que iban desde los clásicos griegos, pasando por clásicos del mundo isabelino llegando finalmente hasta autores de la posguerra europea como Heiner Müller y Slawomir Mrozek.

## Fallecimiento
Murió en Medellín el 31 de agosto de 2015 a la edad de 49 años.

## Dramaturgias, escritos, poesías y obras dirigidas por Farley Velásquez
- Dramaturgia y adaptaciones dramaturgicas
- "Hamlet maquina" versión libre de la dramaturgia escrita por Heiner Müller.
- "La ciudad de los silencios", dramaturgia original de Farley Velásquez.
- "Un viejo manuscrito", adaptación de la obra de Franz Kafka.
- "Il rapsoda di les Toninos" dramaturgia original de Farley Velásquez.
- "Estados de condena" adaptación para teatro de la novela Papillón, de Henry Charrière.
- "El nuevo alumno", adaptación basada en escritos de Andrés Caicedo.
- "Amores simultáneos", adaptación basada en escritos de Fabio Rubiano.
- "Cuadro de las voces y las miradas, homenaje a escritores colombianos"
- The New Gangsters B. F. A., versión libre de Macbeth, de William Shakespeare.
- "El diario de un ladrón" basada en escritos de Jean Genet.
- "¿Dónde estás amor?", basada en escritos de Heiner Müller, Gonzalo Arango y Farley Velásquez.
- "Eros y Thanatos" versión libre de "Cruzadas", de Michel Azama.
- "Ricardo III, el rey mata príncipes", versión libre de "Ricardo III" de William Shakespeare.
- "De dos amores" adaptación de "Bodas de sangre", de García Lorca.
- "La mujer de las rosas", adaptación de "Alguien desordena estas rosas", de García Márquez.
- "Hécuba", basada en textos de Eurípides.
- "Perfume de Arrabal y Tango"
- "Romeo y Julieta", versión libre de William Shakespeare.
- "Electra", basada en la dramaturgia original de Eurípides.
- "Medea", basada en la dramaturgia original de Euripides
- "Crónica de una muerte anunciada", adaptación para teatro de la novela de García Márquez.
- "Rey Lear o el ensayo general del fin del mundo", versión libre del "Rey Lear" de William Shakespeare.
- "Etéocles, Antígona, Poliníces y otros hermanos", basada en los escritos de Eurípides y Sófocles.
- "Hécuba y las troyanas", basada en la dramaturgia original de Eurípides.
- "El país de las mujeres hermosas" dramaturgia original de Farley Velásquez
- "El olor de los Naranjos" dramaturgia original de Farley Velásquez
- "El Abrazo de la Hiena" Dramaturgia original de Farley Velásquez
- "Los niños del sepulcro" Dramaturgia original de Farley Velásquez
- "Los niños de la calle 14" Dramaturgia original de Farley Velásquez
- "Hamlet en los tiempos del ruido" Basada en la obra "Hamlet, El principe de Dinamarca" de William Shakespeare
- Poesia
- "Los pequeños milagros, Oda a los actores de teatro"
- "Poesía sobre el fin del mundo"
- Textos académicos
- "Teatro y conflicto", publicado en la revista de estudios filosóficos de la Universidad Pontificia Bolivariana en el año 2001